# Menhir vom Champ-Dolent

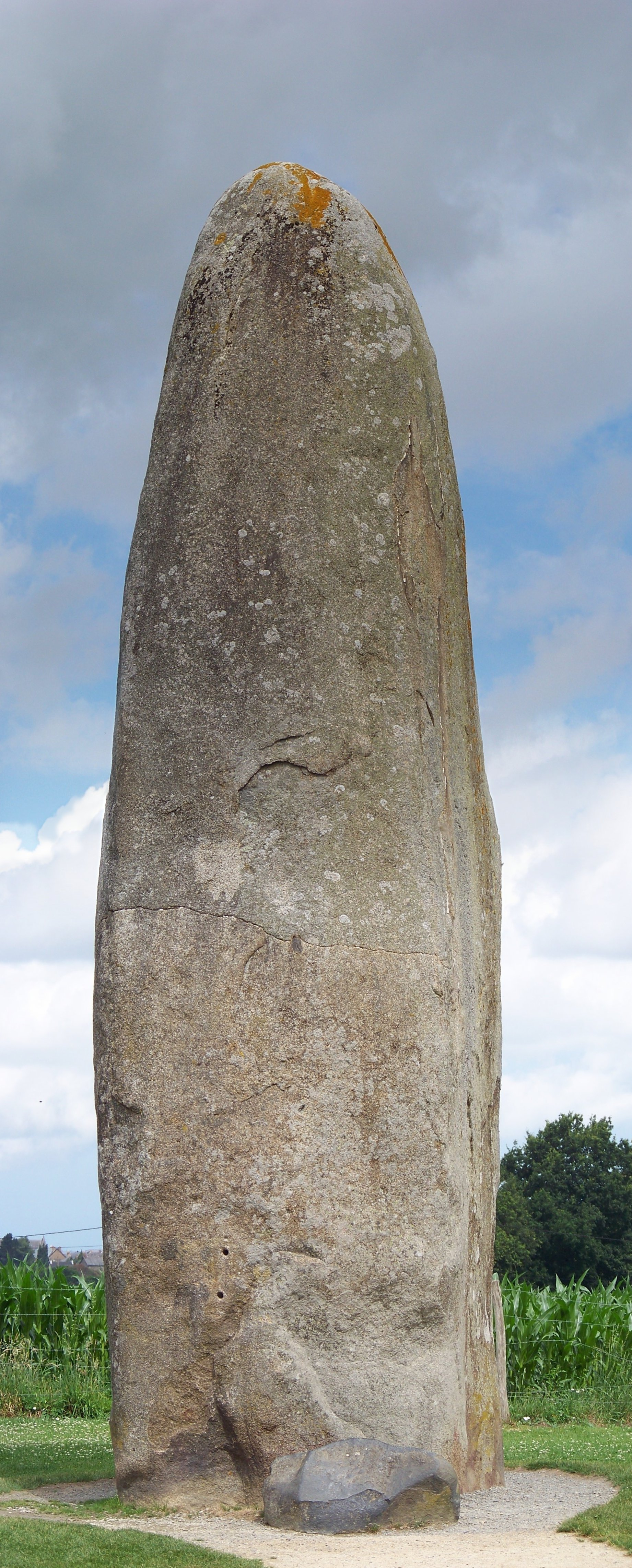
Menhir vom Champ-Dolent

Der Menhir vom Champ-Dolent (französisch Menhir du Champ-Dolent) ist zusammen mit dem etwa gleichhohen Menhir von Kerloas das größte aus der Jungsteinzeit stammende, aufrechtstehende megalithische Steinmonument Frankreichs. Der Menhir ist seit dem Jahr 1889 als Monument historique anerkannt.

## Lage
Der Menhir steht umgeben von Feldern auf einer etwa 32 m hohen sanften Anhöhe etwa 2 km südöstlich der Stadt Dol-de-Bretagne im Département Ille-et-Vilaine im Nordosten der Region Bretagne.

## Legende
Eine volkstümliche Legende berichtet, der Stein sei vom Himmel gefallen und habe zwei auf dem Champ-Dolent („Schmerzensfeld“) gegenüberstehende feindliche Heere getrennt, deren Anführer Brüder gewesen seien. Dies deutet auf eine gottgesandte und friedensstiftende Funktion des Steines hin, die sich auch in der oft formulierten Deutung als Zentrum einer ehemals heiligen und unantastbaren Zone widerspiegelt.

## Geschichte
Noch im 19. und frühen 20. Jahrhundert herrschte die Ansicht, dass nur die Römer in der Lage gewesen wären, derartige Riesensteine zu transportieren und aufzurichten – viele Menhire wurden folglich mit Caesar und seinen Legionen in Verbindung gebracht. Noch im 19. Jahrhundert war auf seiner Spitze ein Kreuz angebracht. Erst allmählich begann die wissenschaftliche Forschung, Menhire, Dolmen, Steinreihen (alignements) und Steinkreise (cromlechs) zunächst den Kelten (Druiden) und später dann der jungsteinzeitlichen Vorgeschichte zuzuordnen. Nach zwischenzeitlicher Einordnung in die Zeit um 2000 v. Chr. werden die meisten Großmenhire von der wissenschaftlichen Forschung mittlerweile in die Zeit um 4000 v. Chr. datiert.

## Beschreibung
Der wahrscheinlich mittels Baumstammrollen und -hebeln aus einer Entfernung von mindestens 4 km herbeigeschaffte ca. 9,50 m hohe und ca. 150 t schwere Granitstein ist durch Naturkräfte und wahrscheinlich auch von Menschenhand auf allen Seiten geglättet; die Spitze ist abgerundet. An der Basis beträgt sein Umfang etwa 7 m; in ca. 2,50 m Höhe ist dieser mit ca. 8,70 m deutlich größer. Nach oben verjüngt sich der Stein mehr und mehr. An seiner Basis befindet sich eine Art Verkeilstein aus basaltischem Dolerit, der ehemals auch als Opferstein interpretiert wurde.

## Sonstiges
Der französische Romancier Stendhal besuchte im Jahr 1837 die Bretagne und sah auch den Menhir du Champ-Dolent. Im zweiten Band seines Reiseberichts Mémoires d’un touriste wird die Begegnung mit dem Stein in Begleitung eines örtlichen Führers ausführlich geschildert.